# Jana Podpolinski
Jana Podpolinski (* 21. August 1986 in Lübeck, geborene Jana Stapelfeldt) ist eine ehemalige deutsche Handballspielerin.
Podpolinski begann mit fünf Jahren das Handballspielen beim VfL Bad Schwartau. 2005 schloss sich die Rückraumspielerin dem Bundesligisten Buxtehuder SV an, für den sie am 8. Oktober 2005 gegen die TSG Ketsch ihr erstes Bundesligaspiel absolvierte. Da die Rechtshänderin mit einer Förderlizenz ausgestattet war, spielte sie zusätzlich eine weitere Spielzeit bei ihrem alten Verein VfL Bad Schwartau. Ab 2006 sammelte sie zusätzlich Spielpraxis in der zweiten Mannschaft vom BSV. Ab 2008 spielte sie nur noch für die Bundesligamannschaft vom BSV. Nach der Saison 2015/16 beendete Podpolinski ihre Karriere. Für Buxtehude bestritt Podpolinski insgesamt 235 Spiele in der Bundesliga, in denen sie 731 Treffer erzielte.
Jana Podpolinski ist seit dem 20. Juni 2014 mit dem Handballspieler Toni Podpolinski verheiratet.

## Erfolge
- EHF Challenge Cup 2010
- DHB-Pokal 2015